# James Marsters
James Wesley Marsters (Greenville, Kalifornia, 1962. augusztus 20. –) amerikai színész, zenész.
Legismertebb alakítása a Spike nevű vámpír volt a Buffy, a vámpírok réme és az Angelben című televíziós sorozatokban. Szerepelt továbbá a Smallville, a Torchwood és a Hawaii Five-0 című műsorokban is.

## Élete és pályafutása
Modestóban nőtt fel. Édesapja pap volt. Édesanyja majdnem apáca lett, de végül a tanárnői állás mellett döntött.
Jamesnek két testvére van, egy nővére és egy bátyja. Az iskolában megkapta Füles szerepét a Micimackóban. Ezután úgy döntött hogy a színészi pályát választja. Sokáig dráma-szakkörre járt. A Davis középiskolában érettségizett, majd a Művészeti Főiskolára ment. A középiskola elvégzése után több színházban is játszott. 10 év színházi szereplés után Los Angelesbe költözött, anyagi helyzete miatt rákényszerült, hogy tévés szerepekkel is foglalkozzon, így a Buffy, a vámpírok réme című sorozatban megkapta Spike szerepét. Először csak pár rész erejéig hagyták érvényesülni, de a nézőknek annyira szívéhez nőtt, hogy a sorozat állandó szereplője lett. A kedvenc epizódja a Once more with feeling. Később a sorozat Angel című spin-offjában is főszerepet kapott. Az életben is, nem csak Spike szerepében, rendszeresen dohányzik.
James nemcsak színészként, hanem zenészként is sikeres. Kezdetben a Ghost of the Robot énekes-gitárosa volt. Később szólókarrierbe kezdett. 2005-ben kijött a Civilized Man című albuma. Második szólóalbuma az A like a Waterfall címen fut. Feleségül vette Liana Davidsont. Fia Sullivan 1996-ban született. Nem sokkal később a pár különvált.
Rendszeresen koncertezik, emellett fest és ír is. 2007-ben a Superman: Ítéletnap című filmben Lex Luthornak kölcsönözte hangját. 2008-ban szerepet kapott a Ki vagy, doki? spin-offjában, a Torchwoodban, melyben életében először csókolózott férfival.

## Filmográfia

### Film
| Év   | Magyar cím                 | Eredeti cím              | Szerep                 | Magyar hang    |
| ---- | -------------------------- | ------------------------ | ---------------------- | -------------- |
| 1999 | Élünk-halunk a szerelemért | Winding Roads            | Billy Johnson          |                |
| 1999 | Ház a Kísértet-hegyen      | House on Haunted Hill    | Channel 3 operatőr     | Seder Gábor    |
| 2002 |                            | Chance                   | Simon                  |                |
| 2007 |                            | Shadow Puppets           | Jack                   |                |
| 2007 | Superman: Ítéletnap        | Superman: Doomsday       | Lex Luthor (hangja)    | Bozsó Péter    |
| 2007 | P.S. I Love You            | P.S. I Love You          | John McCarthy          | Rajkai Zoltán  |
| 2009 | Dragonball: Evolúció       | Dragonball Evolution     | Lord Piccolo           | Lengyel Ferenc |
| 2015 |                            | Billie Bob Joe           | James Marsters (cameo) |                |
| 2015 |                            | Dudes & Dragons          | Lord Tensley           |                |
| 2016 |                            | New Life                 | William Morton         |                |
| 2018 |                            | A Bread Factory (Part 1) | Jason                  |                |
| 2018 | A Bread Factory (Part 2)   |                          | Jason                  |                |
| 2019 |                            | Grief (rövidfilm)        | Tom                    |                |
| 2023 |                            | Abruptio                 | Les Hackel             |                |

### Televízió
| Év        | Magyar cím                         | Eredeti cím                           | Szerep                                 | Megjegyzések                                                                                             |
| --------- | ---------------------------------- | ------------------------------------- | -------------------------------------- | --- |
| 1992–1993 | Miért éppen Alaszka?               | Northern Exposure                     | Bellhop / Harding tiszteletes          | 2 epizód                                                                                                 |
| 1995      |                                    | Medicine Ball                         | Mickey Collins                         | 1 epizód                                                                                                 |
| 1997      |                                    | Moloney                               | Billy O'Hara                           | 1 epizód                                                                                                 |
| 1997–2003 | Buffy, a vámpírok réme             | Buffy the Vampire Slayer              | Spike                                  | - 96 epizód - visszatérő szereplő (2-3. évad) - főszereplő (4-7. évad) - magyar hangja: - Fesztbaum Béla |
| 1999–2004 | Angel                              | Angel                                 | Spike                                  | - 24 epizód - vendégszereplő (1-2. évad) - főszereplő (5. évad)                                          |
| 1999      | Millennium                         | Millennium                            | Eric Swan                              | 1 epizód                                                                                                 |
| 2001      |                                    | The Enforcers                         | Charles Haysbert                       | minisorozat                                                                                              |
| 2001      | Halálos hullámhossz 2.             | Strange Frequency                     | Mitch Brand                            | tévéfilm                                                                                                 |
| 2001      | Androméda                          | Andromeda                             | Charlemagne Bolivar                    | 1 epizód                                                                                                 |
| 2003      | Pókember                           | Spider-Man: The New Animated Series   | Sergei (hangja)                        | 2 epizód                                                                                                 |
| 2004      |                                    | The Mountain                          | Ted Tunney                             | 1 epizód                                                                                                 |
| 2005      | Fosztogatók                        | Cool Money                            | Bobby Comfort                          | - tévéfilm - magyar hangja: - Varga Gábor                                                                |
| 2005–2010 | Smallville                         | Smallville                            | Milton Fine professzor / Brainiac      | visszatérő szereplő (13 epizód)                                                                          |
| 2007      |                                    | Saving Grace                          | Dudley Payne                           | 1 epizód                                                                                                 |
| 2007–2008 | Nyomtalanul                        | Without a Trace                       | Grant Mars nyomozó                     | 4 epizód                                                                                                 |
| 2008      | Torchwood                          | Torchwood                             | John Hart kapitány                     | 3 epizód                                                                                                 |
| 2008      | Hajsza a sorozatgyilkos nyomában   | The Capture of the Green River Killer | Ted Bundy                              | minisorozat (1 epizód)                                                                                   |
| 2008      | A klónok háborúja                  | Star Wars: The Clone Wars             | Faro Argyus kapitány (hangja)          | 1 epizód                                                                                                 |
| 2009      | Holdrakéta – Az Apollo 11 repülése | Moonshot: The Flight of Apollo 11     | Buzz Aldrin                            | - tévéfilm - magyar hangja: - Epres Attila                                                               |
| 2009      |                                    | High Plains Invaders                  | Sam Denville                           | tévéfilm                                                                                                 |
| 2009      | Gyilkos számok                     | Numb3rs                               | Damien Lake                            | 1 epizód                                                                                                 |
| 2009      | Hazudj, ha tudsz!                  | Lie to Me                             | Pollack                                | 1 epizód                                                                                                 |
| 2009–2011 |                                    | The Super Hero Squad Show             | Mr. Fantastic (hangja)                 | 5 epizód                                                                                                 |
| 2010      |                                    | Caprica                               | Barnabas Greeley                       | 4 epizód                                                                                                 |
| 2010–2020 | Hawaii Five-0                      | Hawaii Five-0                         | Victor Hesse                           | 5 epizód                                                                                                 |
| 2011      | Odaát                              | Supernatural                          | Don Stark                              | 1 epizód                                                                                                 |
| 2011      | A szuperhős                        | Three Inches                          | Troy Hamilton                          | - tévéfilm - magyar hangja: - Mertz Tibor                                                                |
| 2012–2014 | Heavy Metal                        | Metal Hurlant Chronicles              | Doc Rowan / Brad Davis                 | - 2 epizód - Davis magyar hangja: - Forgács Péter                                                        |
| 2013      |                                    | Wedding Band                          | Declan Horn                            | 1 epizód                                                                                                 |
| 2013      | 13-as raktár                       | Warehouse 13                          | Bennett Sutton professzor              | 3 epizód                                                                                                 |
| 2013      | Scooby-Doo: Rejtélyek nyomában     | Scooby-Doo! Mystery Incorporated      | Dandy Highwayman / könyvtáros (hangja) | 1 epizód                                                                                                 |
| 2013      | A Pókember elképesztő kalandjai    | Ultimate Spider-Man                   | Korvac / Chitauri #3 (hangja)          | 1 epizód                                                                                                 |
| 2014      | Született boszorkányok             | Witches of East End                   | Tarkoff                                | 7 epizód                                                                                                 |
| 2015      |                                    | The Devil You Know                    | George Burroughs tiszteletes           | próbaepizód                                                                                              |
| 2017–2019 | Runaways                           | Runaways                              | Victor Stein / Jonah                   | 33 epizód                                                                                                |
| 2020      | A Rend                             | The Order                             | Xavier                                 | 2 epizód                                                                                                 |
| 2020      | Kacsamesék                         | DuckTales                             | Nosferatu (hangja)                     | 1 epizód                                                                                                 |
| 2021      |                                    | Leverage: Redemption                  | Carl Bishop                            | 1 epizód                                                                                                 |
| 2023–     | Átkozottak                         | Curses!                               | Larry (hangja)                         | |

## Fordítás
- Ez a szócikk részben vagy egészben  a   James Marsters című angol Wikipédia-szócikk fordításán alapul.  Az eredeti cikk szerkesztőit annak laptörténete sorolja fel. Ez a jelzés csupán a megfogalmazás eredetét és a szerzői jogokat jelzi, nem szolgál a cikkben szereplő információk forrásmegjelöléseként.